# Saddell Castle

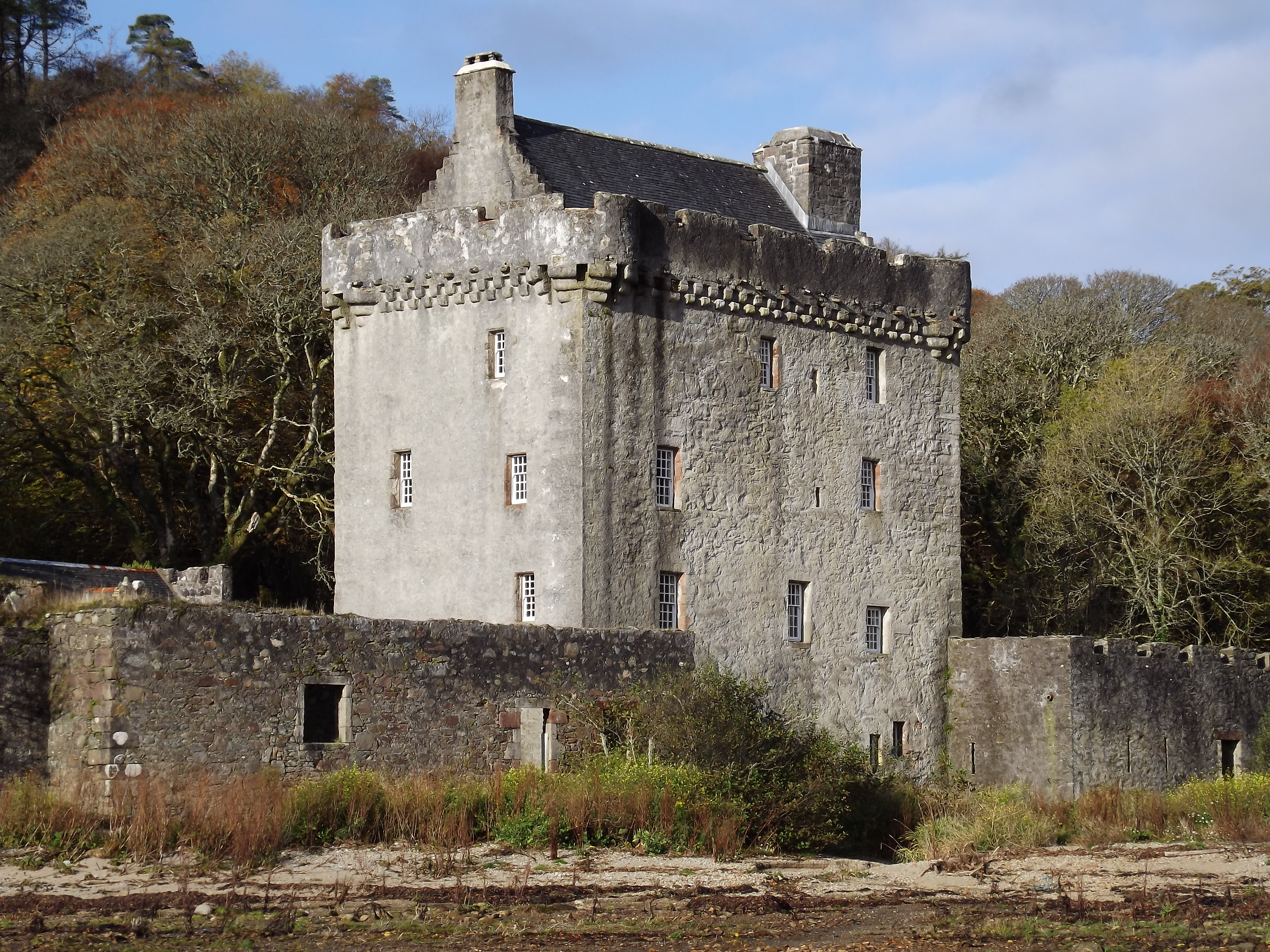
Ansicht von der Seeseite

Saddell Castle ist eine Burg an der Ostküste der schottischen Halbinsel Kintyre. Sie liegt an der Bucht Saddell Bay, einer Nebenbucht des Kilbrannan-Sunds, abseits der heutigen B842, die entlang der Küste bis nach Campbeltown führt. 1971 wurde Saddell Castle in die schottischen Denkmallisten in der Kategorie A aufgenommen.

## Geschichte
Erbauer von Saddell Castle war David Hamilton, der damalige Bischof von Argyll. Es wurde auf den Ländereien des zu dieser Zeit bereits aufgegebenen Zisterzienserklosters Saddell Abbey nach deren Beschlagnahme durch den Bischof errichtet. Mit dem Bau wurde im Jahre 1508 begonnen und die Burg 1512 fertiggestellt. 1558 zerstörten Truppen des Earl of Sussex Saddell Castle und die Burg wurde aufgegeben. Das Gebäude fiel an den Clan Campbell, der über weite Teile von Kintyre herrschte. Archibald Campbell, der erste Marquess von Argyll, übereignete die Ruine an William Ralston of that Ilk, der sie zwischen 1650 und 1652 renovierte. Um 1800 wurden verschiedene Nebengebäude hinzugefügt, wobei auch Steine des Klosters Saddell verwendet wurden. Saddell Castle wurde im Laufe des Jahrhunderts ein zweites Mal aufgegeben. 1890 fand eine zweite Restauration statt.

## Beschreibung
Die Gebäudereste von Saddell Castle bestehen aus dem zum Ursprungsbau gehörende Tower House, sowie sämtliche Nebengebäude um den Turm herum. Das erhaltene Tower House ist vierstöckig und ist oben mit einer Brüstung aus Zinnen, sowie mit Schornsteinen verziert. Der Eingang des Baus befindet sich auf der Westseite und ist mit einem Türsturz, in den die Jahreszahl 1508 eingemeißelt ist, verziert.